# Emerico d'Ungheria (re)
Emerico d'Ungheria (in ungherese Imre; in croato Emerik; in slovacco Imrich) (Albareale, 1174 – Strigonio, 30 novembre 1204) fu re d'Ungheria dal 1196 alla morte.
Incoronato mentre il padre era ancora in vita, alla morte del genitore dovette battersi con il fratello Andrea, che costrinse Emerico a concedergli il dominio su Croazia e Dalmazia a titolo di appannaggio. Emerico intervenne anche nelle lotte interne dei paesi vicini ed assistette il legato papale nella propria missione presso i bogomili della Bosnia, considerati una setta eretica. Nel 1204, mentre era al potere, il doge Enrico Dandolo persuase i partecipanti alla quarta crociata a conquistare Zara, posseduta proprio dai magiari. Al contempo, Emerico non si rivelò in grado di impedire l'ascesa della Bulgaria lungo le frontiere meridionali del suo regno. 
Fu il primo monarca ungherese a utilizzare lo stemma degli Arpadi come stemma personale e ad adottare il titolo di re di Serbia. Prima di morire, Emerico fece incoronare re il figlio di quattro anni, Ladislao III.

## Biografia

### Primi anni (1174-1195)
Primogenito di Béla III d'Ungheria e della sua prima moglie Agnese d'Antiochia, Emerico nacque attorno al 1174 e, a soli otto anni, il 16 maggio 1182, venne incoronato per volere del padre, il quale voleva assicurarsi la successione, dall'arcivescovo di Strigonio Nicola. A fornirgli un'adeguata istruzione fu un sacerdote di Spalato di nome Bernardo. Nello stesso periodo in cui venne incoronato, egli venne promesso ad Agnese, la minore delle figlie di Federico Barbarossa, ma la morte della bambina, avvenuta poco dopo a soli quattro anni di età, interruppe ogni trattativa. Nel 1195 circa Emerico venne nuovamente incoronato e suo padre lo nominò duca di Croazia e Dalmazia.

### Guerre con il fratello (1196-1200)

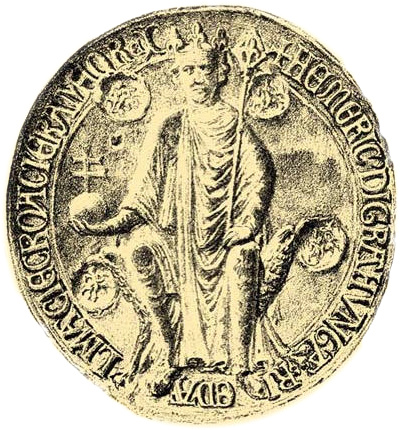
Sigillo imperiale di Emerico

Nel suo testamento Béla lasciò l'intero regno nelle mani di Emerico, mentre al figlio minore Andrea destinò un'ingente somma di denaro, a patto che la utilizzasse per partecipare a una crociata. Béla III morì il 23 aprile 1196 ed Emerico, succedutogli a quel punto a tutti gli effetti, ben presto cominciò a scontrarsi con il fratello, il quale aveva usato il denaro dell'eredità per reclutare seguaci fra gli aristocratici locali. Con l'aiuto di Leopoldo VI di Babenberg, Emerico sconfisse Andrea nel dicembre 1197 e lo costrinse ad accettare, a titolo di appannaggio, la Schiavonia, la Croazia e la Dalmazia. Ciò non spinse il fratello ad abbandonare i suoi propositi, tanto che continuò a cospirare contro la corona; tuttavia, Emerico poteva contare sul supporto di papa Innocenzo III, che continuò a cercare di convincere Andrea a ottemperare ai desideri paterni e organizzare una crociata.
I disaccordi in seno alla famiglia reale costarono ai due fratelli anche in termini economici, considerando che essi dovettero infatti concedere estesi feudi per assicurarsi il sostegno necessario. A titolo di esempio, Emerico dovette fare una grossa donazione all'arcivescovo di Strigonio, cui riservò anche il palazzo reale di Strigonio. All'inizio del 1199, Emerico venne informato che il fratello stava tramando assieme al vescovo Boleslao di Vác, ragion per cui si recò dal chierico e lo arrestò personalmente il 10 marzo. Nello stesso tempo, privò i sostenitori del fratello dei loro titoli. Nell'estate del 1199 Emerico riuscì a sconfiggere l'esercito del fratello presso il lago Balaton, costringendo l'avversario a fuggire in Austria. Fu soltanto con la mediazione del legato papale Gregorio che le due controparti giunsero alla pace. Ai sensi dell'accordo, all'inizio del 1200 al fratello minore venne restituito il controllo di Dalmazia e Croazia.

### Guerre nei Balcani (1200-1203)

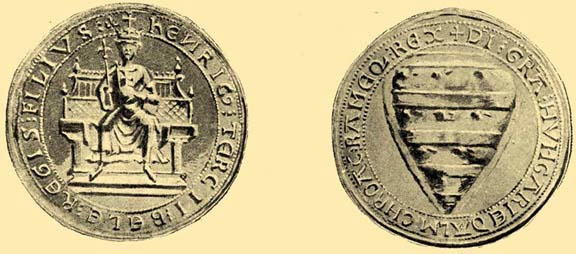
Fronte e retro del sigillo di Emerico, la più antica rappresentazione delle "strisce degli Arpadi"

Nel 1196, Stefano Nemanja aveva abdicato in Serbia a favore del figlio mezzano Stefano Prvovenčani, mentre il suo primogenito ed erede principale, Vukan Nemanjić, rimase a governare i propri domini sulle coste del Mare Adriatico. Quando il padre era ancora in vita, Vukan non osò contrastare apertamente il fratello ma, quando egli morì nel 1200, cominciò a complottare contro Stefano. Frattanto il papa persuase Emerico a sostenere il legato papale contro i bogomilo serbi e, per questo motivo, si alleò con Vukan contro Stefano. La loro alleanza si rivelò fruttuosa, considerando che Stefano venne battuto nel 1201 o 1202 e fu costretto a scappare in Bulgaria; dal canto suo, Emerico, che aveva ottenuto alcune terre a ovest della Morava, si autonominò «re di Serbia» e pose Vukan sotto la propria egida. Fu inoltre il primo monarca a utilizzare un sigillo reale raffigurante le cosiddette "strisce degli Arpadi", divenute poi parte dello stemma dell'Ungheria.
Verso la fine del 1202, Emerico prese la croce e si disse disponibile a partecipare a una spedizione in Terra santa. Mentre eseguiva i preparativi per delle campagne nei Balcani, il doge veneziano Enrico Dandolo firmò un trattato con i comandanti della quarta crociata ai sensi del quale essi accettavano di aiutarlo a riconquistare Zara, una città della Dalmazia che aveva accettato la sovranità dei monarchi magiari dal 1186. Malgrado Innocenzo III avesse proibito di attaccare qualsiasi avamposto cristiano, il 24 novembre 1202 la Serenissima e i suoi alleati assaltarono la fortezza di Zara. Una volta sottratta agli ungheresi, Emerico scrisse al papa e, su sua richiesta, lo convinse a scomunicare i crociati, benché ciò non bastò a restituirgli il controllo sulla città, rimasto in capo a Venezia ai sensi di un trattato firmato nel medesimo frangente storico.
Tra il 1202 e il 1203, Emerico sconfisse il bano di Bosnia Kulin, che si era schierato con i Bogomili, e l'8 aprile 1203 Kulin giurò la propria fedeltà alla Chiesa di Roma e ad Emerico stesso. Sempre fra il 1202 e il 1203 Emerico aveva eseguito una campagna contro Kalojan di Bulgaria, il quale stava alleandosi con Stefano nel tentativo di riprendere la Serbia. Lo scontro avvenne fra i confini di Bulgaria e Serbia ed Emerico fu costretto a ritirarsi dalla regione di Braničevo mentre Vukan dovette lasciare la città di Niš; da quel momento Stefano riprese il controllo della Serbia e suo fratello tornò ai propri domini marittimi.

### Ultimi anni (1203-1204)
Nell'autunno del 1203 Andrea ricominciò a cospirare contro il fratello e, così, i due eserciti vennero di nuovo riuniti. Tuttavia, quando si rese conto che le sue forze erano in minoranza, Emerico scelse di andare a parlare con Andrea da solo presso la città di Varaždin. Stando a quanto riferisce il quasi coevo Tommaso Arcidiacono, Emerico entrò nell'accampamento del fratello disarmato affermando: «Ora vedrò chi oserà alzare una mano per versare il sangue della stirpe reale!». Nessuno si azzardò a fermare il re, che si avvicinò ad Andrea e lo catturò senza opporre resistenza. Il duca Andrea fu tenuto in prigionia per mesi, ma i suoi sostenitori lo liberarono all'inizio del 1204.
Dopo le disfatte in Serbia, probabilmente dovute allo scoppio della guerra civile, Emerico allestì i preparativi per una campagna contro la Bulgaria, ma smantellò il suo esercito su richiesta di papa Innocenzo. Quest'ultimo, che negò il consenso al sovrano magiaro perché stava negoziando un'unione ecclesiastica con Kalojan, gli inviò una corona reale, ma Emerico imprigionò il legato papale che stava consegnando la corona alla Bulgaria mentre stava transitando per l'Ungheria.
Nonostante la giovane età Emerico si stava ammalando e il 26 agosto 1204, sentendo approssimarsi la morte, incoronò suo figlio per assicurargli la successione e lo affidò a suo fratello Andrea, al quale fece promettere di proteggerlo ed aiutarlo a governare il regno d'Ungheria fino alla maggiore età, come attesta Tommaso Arcidiacono. Come afferma la Chronica Picta, Emerico morì tre mesi dopo, il 30 novembre. Le sue spoglie vennero sepolte presso la cattedrale di Eger.

## Ascendenza
|                       |                    |                         | Genitori                    |  |  | Nonni |  |  | Bisnonni           |  |  | Trisnonni |  |
|                       |                    |                         |                             |  |  |       |  |  | Béla II d'Ungheria |  |  | Álmos     |  |
|                       |                    |                         |                             |  |  |       |  |  | Béla II d'Ungheria |  |  | Álmos     |  |
|                       |                    | Predslava di Kiev       |                             |  |  |       |  |  | Béla II d'Ungheria |  |  |           |  |
| Géza II d'Ungheria    |                    |                         |                             |  |  |       |  |  | Béla II d'Ungheria |  |  |           |  |
|                       |                    | Elena di Rascia         | Uroš I di Rascia            |  |  |       |  |  |                    |  |  |           |  |
|                       |                    | Elena di Rascia         | Uroš I di Rascia            |  |  |       |  |  |                    |  |  |           |  |
|                       |                    | Elena di Rascia         | Anna                        |  |  |       |  |  |                    |  |  |           |  |
| Béla III d'Ungheria   |                    | Elena di Rascia         |                             |  |  |       |  |  |                    |  |  |           |  |
|                       |                    | Mstislav I di Kiev      | Vladimir II di Kiev         |  |  |       |  |  |                    |  |  |           |  |
|                       |                    | Mstislav I di Kiev      | Vladimir II di Kiev         |  |  |       |  |  |                    |  |  |           |  |
|                       |                    | Mstislav I di Kiev      | Gytha del Wessex            |  |  |       |  |  |                    |  |  |           |  |
| Efrosin'ja Mstislavna |                    | Mstislav I di Kiev      |                             |  |  |       |  |  |                    |  |  |           |  |
|                       |                    | Ljubava Dmitrijevna     | Dmitrij Zavidich            |  |  |       |  |  |                    |  |  |           |  |
|                       |                    | Ljubava Dmitrijevna     | Dmitrij Zavidich            |  |  |       |  |  |                    |  |  |           |  |
|                       |                    | Ljubava Dmitrijevna     | …                           |  |  |       |  |  |                    |  |  |           |  |
| Emerico d'Ungheria    |                    | Ljubava Dmitrijevna     |                             |  |  |       |  |  |                    |  |  |           |  |
|                       | Henry di Châtillon | Gaucher di Châtillon    |                             |  |  |       |  |  |                    |  |  |           |  |
|                       | Henry di Châtillon | Gaucher di Châtillon    |                             |  |  |       |  |  |                    |  |  |           |  |
|                       | Henry di Châtillon | …                       |                             |  |  |       |  |  |                    |  |  |           |  |
| Rinaldo di Châtillon  | Henry di Châtillon |                         |                             |  |  |       |  |  |                    |  |  |           |  |
|                       |                    | Ermengarde de Montjay   | Aubry de Montjay            |  |  |       |  |  |                    |  |  |           |  |
|                       |                    | Ermengarde de Montjay   | Aubry de Montjay            |  |  |       |  |  |                    |  |  |           |  |
|                       |                    | Ermengarde de Montjay   | …                           |  |  |       |  |  |                    |  |  |           |  |
| Agnese d'Antiochia    |                    | Ermengarde de Montjay   |                             |  |  |       |  |  |                    |  |  |           |  |
|                       |                    | Boemondo II d'Antiochia | Boemondo I d'Antiochia      |  |  |       |  |  |                    |  |  |           |  |
|                       |                    | Boemondo II d'Antiochia | Boemondo I d'Antiochia      |  |  |       |  |  |                    |  |  |           |  |
|                       |                    | Boemondo II d'Antiochia | Costanza di Francia         |  |  |       |  |  |                    |  |  |           |  |
| Costanza d'Antiochia  |                    | Boemondo II d'Antiochia |                             |  |  |       |  |  |                    |  |  |           |  |
|                       |                    | Alice di Antiochia      | Baldovino II di Gerusalemme |  |  |       |  |  |                    |  |  |           |  |
|                       |                    | Alice di Antiochia      | Baldovino II di Gerusalemme |  |  |       |  |  |                    |  |  |           |  |
|                       |                    | Alice di Antiochia      | Morfia di Melitene          |  |  |       |  |  |                    |  |  |           |  |
|                       |                    | Alice di Antiochia      |                             |  |  |       |  |  |                    |  |  |           |  |

## Discendenza
Tra il 1196 e il 1200 che Emerico sposò sua moglie, Costanza d'Aragona, figlia di Alfonso II. La coppia, sulla base di quanto lasciano desumere le fonti a disposizione, ebbe un figlio, Ladislao III, nato intorno al 1200 e morto il 7 maggio 1205. La regina Costanza, che sopravvisse sia al marito che al figlio, celebrò in seguito le nozze con Federico II di Svevia, imperatore del Sacro Romano Impero.

### Fonti primarie
- Tommaso Arcidiacono, Archdeacon Thomas of Split: History of the Bishops of Salona and Split, a cura di Olga Perić, traduzione di Damir Karbić, Mirjana Matijević Sokol e James Ross Sweeney, CEU Press, 2006, ISBN 963-7326-59-6.
- Dezső Dercsényi, Leslie S. Domonkos (a cura di), Chronica Picta, Corvina, Taplinger Publishing, 1970, ISBN 0-8008-4015-1.

### Fonti secondarie
- (EN) Július Bartl, Dušan Škvarna, Viliam Čičaj e Mária Kohútova, Slovak History: Chronology & Lexicon, Wauconda, Bolchazy-Carducci Publishers, 2002, ISBN 978-08-65-16444-4.
- (EN) Nora Berend, Przemysław Urbańczyk e Przemysław Wiszewski, Central Europe in the High Middle Ages: Bohemia, Hungary and Poland, c.900-c.1300, Cambridge University Press, 2013, ISBN 978-05-21-78156-5.
- (EN) Florin Curta, Southeastern Europe in the Middle Ages, 500-1250, Cambridge, Cambridge University Press, 2006, ISBN 978-0-511-81563-8.
- (EN) Pál Engel, The Realm of St Stephen: A History of Medieval Hungary, 895-1526, I.B. Tauris Publishers, 2001, ISBN 1-86064-061-3.
- (HU) Géza Érszegi e László Solymosi, Az Árpádok királysága, 1000-1301 [La Monarchia degli Arpadi, 1000-1301], in László Solymosi, Magyarország történeti kronológiája, I: a kezdetektől 1526-ig [Cronologia Storica dell'Ungheria, Volume I: Dalle Origini al 1526], Akadémiai Kiadó, 1981,  pp. 79-187, ISBN 963-05-2661-1.
- (EN) John Van Antwerp Jr. Fine, The Late Medieval Balkans: A Critical Survey from the Late Twelfth Century to the Ottoman Conquest, The University of Michigan Press, 1994, ISBN 0-472-08260-4.
- (HU) Gyula Kristó e Ferenc Makk, Az Árpád-ház uralkodói [Sovrani della casata degli Arpadi], I.P.C. Könyvek, 1996, ISBN 963-7930-97-3.
- (EN) Branka Magaš, Croatia Through History, SAQI, 2007, ISBN 978-0-86356-775-9.
- (EN) Ferenc Makk, The Árpáds and the Comneni: Political Relations between Hungary and Byzantium in the 12th century, traduzione di György Novák, Akadémiai Kiadó, 1989, ISBN 963-05-5268-X.
- (HU) Ferenc Makk, Imre, in Gyula Kristó, Pál Engel e Ferenc Makk, Korai magyar történeti lexikon (9-14. század) [Enciclopedia dell'Antica Storia Ungherese (IX-XIV secolo)], Akadémiai Kiadó, 1994,  pp. 282-283, ISBN 963-05-6722-9.
- (EN) Edgar H. McNeal e Robert Lee Wolff, The Fourth Crusade, in Kenneth M. Setton, Robert Lee Wolff e Harry W. Hazard, A History of the Crusades, II: The Later Crusades, 1189-1311, 2ª ed., Madison, Milwaukee e Londra, University of Wisconsin Press, 1969,  pp. 153-185, ISBN 0-299-04844-6.
- Adriano Papo e Gizella Nemeth Papo, Storia e cultura dell'Ungheria: dalla preistoria del bacino carpatodanubiano all'Ungheria dei giorni nostri, Rubbettino, 2000, ISBN 978-88-72-84988-0.
- (HU) Ferenc Sebők, Macski csata [Battaglia di Mački]; Rádi csata [Battaglia di Rád, in Gyula Kristó, Pál Engel e Ferenc Makk, Korai magyar történeti lexikon (9-14. század) [Enciclopedia dell'Antica Storia Ungherese (IX-XIV secolo)], Akadémiai Kiadó, 1994,  pp. 421, 565, ISBN 963-05-6722-9.